# Programming for non-fiction
『Programming for non-fiction』（プログラミング・フォー・ノン・フィクション）とは、麻生夏子の2作目のシングルである。2009年7月23日にMellow Headから発売された。

## 概要
- 前作「Brand New World」から約2ヶ月ぶりのリリース。
- シングル・アルバムを通じて唯一のLantisレーベル以外での発売となっている。

## 収録曲
1. Programming for non-fiction [4:04] 
  - 作詞：こだまさおり、作曲・編曲：ぺーじゅん
  - テレビアニメ『よくわかる現代魔法』オープニングテーマ
2. Music for science&magic [4:36] 
  - 作詞：サエキけんぞう 、作曲、編曲：酒井陽一
3. Programming for non-fiction （Instrumental）
4. Music for science&magic（Instrumental）